# Rove McManus
Rove McManus (Perth, Australia Occidental, Australia, 21 de enero de 1974) es un actor, productor y guionista australiano.

## Biografía
Rove McManus nació en la ciudad australiana de Perth y su nombre real es John McManus, aunque una vez que comenzó a ganar fama en el cine y televisión de Australia, cambió su nombre por el de Rove, con el fin de tener un nombre artístico.
Contuvo matrimonio en enero de 2005 con la actriz australiana Belinda Emmett, quien falleció en noviembre de 2006 tras una dura lucha contra el cáncer que padecía.
El 16 de junio de 2009 se casó con Tasma Walton, una actriz de cine y televisión, nacida en Geraldton, Australia Occidental, Australia.

## Filmografía

### Cine
| 2013 | Jorge DeCoco | The Trouble with Barry | Mike Justice y Stephen Kitaen | 2006 | Flushed Away |

### Televisión
| Año       | Título                      | Actor | Productor | Guionista |
| --------- | --------------------------- | ----- | --------- | --------- |
| 2014      | It's a Date                 |       |           |           |
| 2012      | Exchange Student Zero       |       |           |           |
| 2011      | Robot Chicken               |       |           |           |
| 2009-2010 | The 7PM Project             |       |           |           |
| 2000-2009 | Rove Live                   |       |           |           |
| 2006      | Real Stories                |       |           |           |
| 2003      | After the Game              |       |           |           |
| 2003      | Skithouse                   |       |           |           |
| 2002      | The 16th Annual ARIA Awards |       |           |           |
| 1999      | Rove                        |       |           |           |
| 1997      | The Loft Live               |       |           |           |

## Premios y nominaciones
| Año  | Categoría                                              | Evento          | Trabajo                                      | Resultado |
| ---- | ------------------------------------------------------ | --------------- | -------------------------------------------- | --------- |
| 2013 | Mejor papel como director en una película de Grado B   | Premios Eyegore | The Trouble with Barry                       | Ganador   |
| 2012 | Personalidad masculina favorita                        | Premios Astra   | Rove LA                                      | Nominado  |
| 2012 | Actuación más destacada como presentador               | Premios Astra   | Rove LA                                      | Nominado  |
| 2010 | Personalidad más popular de la televisión              | Premios Logie   | Rove Live Are You Smarter Than a 5th Grader? | Nominado  |
| 2010 | Presentador más popular                                | Premios Logie   | Rove Live Are You Smarter Than a 5th Grader? | Nominado  |
| 2009 | Personalidad más popular de la televisión              | Premios Logie   | Rove Live Are You Smarter Than a 5th Grader? | Nominado  |
| 2009 | Presentador más popular                                | Premios Logie   | Rove Live Are You Smarter Than a 5th Grader? | Ganador   |
| 2008 | Personalidad más popular de la televisión              | Premios Logie   | Rove Live Are You Smarter Than a 5th Grader? | Nominado  |
| 2008 | Presentador más popular                                | Premios Logie   | Rove Live Are You Smarter Than a 5th Grader? | Ganador   |
| 2007 | Personalidad más popular de la televisión              | Premios Logie   | Rove Live                                    | Nominado  |
| 2007 | Presentador más popular                                | Premios Logie   | Rove Live                                    | Ganador   |
| 2006 | Personalidad más popular de la televisión              | Premios Logie   | Rove Live                                    | Nominado  |
| 2006 | Presentador más popular                                | Premios Logie   | Rove Live                                    | Ganador   |
| 2005 | Personalidad más popular de la televisión              | Premios Logie   | Rove Live                                    | Ganador   |
| 2005 | Presentador más popular                                | Premios Logie   | Rove Live                                    | Ganador   |
| 2004 | Personalidad más popular de la televisión              | Premios Logie   | Rove Live                                    | Ganador   |
| 2004 | Presentador más popular                                | Premios Logie   | Rove Live                                    | Ganador   |
| 2004 | Mejor serie de comedia - Sitcom o Sketch               | Premios AFI     | Skithouse                                    | Nominado  |
| 2003 | Personalidad más popular de la televisión              | Premios Logie   | Rove Live                                    | Ganador   |
| 2003 | Presentador más popular                                | Premios Logie   | Rove Live                                    | Ganador   |
| 2002 | Personalidad más popular de la televisión              | Premios Logie   | Rove Live                                    | Nominado  |
| 2000 | Logie de bronce al nuevo talento masculino más popular | Premios Logie   | Rove Live                                    | Nominado  |